# Интимак (Келеський район)
Интима́к (каз. Ынтымақ) — село у складі Келеського району Туркестанської області Казахстану. Входить до складу Актобинського сільського округу.
У радянські часи село називалось Учаган або 25 Партз'їзд.
Населення — 2379 осіб (2021; 2350 у 2009, 1526 у 1999, 922 у 1989).